# Hugenotenkruis

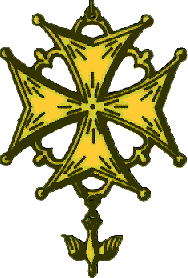
Hugenotenkruis sedert 1688

Het Hugenotenkruis dateert uit de zeventiende eeuw, de exacte herkomst is nog steeds een raadsel. Vermoed wordt dat het kruis ontworpen is door edelsmid Maystre uit Nîmes in 1688, drie jaar na de herroeping van het Edict van Nantes. Het was mogelijk gebaseerd op het ereteken van de Ridderorde van de Heilige Geest (Ordre de Chevalerie du Saint- Esprit) gesticht door koning Hendrik III in 1578. Het kruis was onmiddellijk een succes, omdat het de protestantse gelovigen de mogelijkheid gaf een kruis te dragen dat anders was dan het gehate katholieke symbool. In het begin werd het hugenotenkruis alleen gedragen door de hugenoten, sinds de negentiende eeuw geldt het als algemeen calvinistisch symbool.

## Symbolische duiding
Het Hugenotenkruis bestaat uit een Maltezer Kruis, waarvan de armen onderling kunnen zijn verbonden door een cirkelvormig motief. De cirkel moet – menen velen – de doornenkrans van Jezus voorstellen. Volgens anderen is het een Grieks kruis (met vier gelijke armen) en gloriekruis, in tegendeel met het katholieke Latijnse kruis (met de lagere arm langer), "martelkruis" dat een galg verbeeldt. Tussen de armen zijn vier harten aangebracht, het symbool van de liefde dat gelovigen moet herinneren aan het gebod 'Hebt elkander lief' (Johannes XIII, 34). De harten zouden ook kunnen staan voor liefde, trouw en een open hart ten aanzien van God.
Vaak bestaat de cirkel uit vier lelies, die voor reinheid en oprechtheid staan. De uiteinden van het kruis bevatten acht parels. Deze staan symbool voor de zaligsprekingen uit de Bergrede, Matteüs 5:3-10. De twaalf punten die het kruis in totaal telt, staan symbool voor De Twaalf Artikelen des Geloofs.
Aan de onderkant hangt een duif, die symbool staat voor de Heilige Geest die vanuit de hemel op aarde neerdaalt. De duif zou ook voor vrijheid en vrede kunnen staan en het Maltezer Kruis – een kruis dat oorspronkelijk gedragen werd door ridders – duidt wellicht op strijd of overwinning. Soms hangt er aan het kruis geen duif maar een traan, wat staat voor het lijden van de hugenoten.